# Trèves (Gard)
Pour les articles homonymes, voir Trèves.

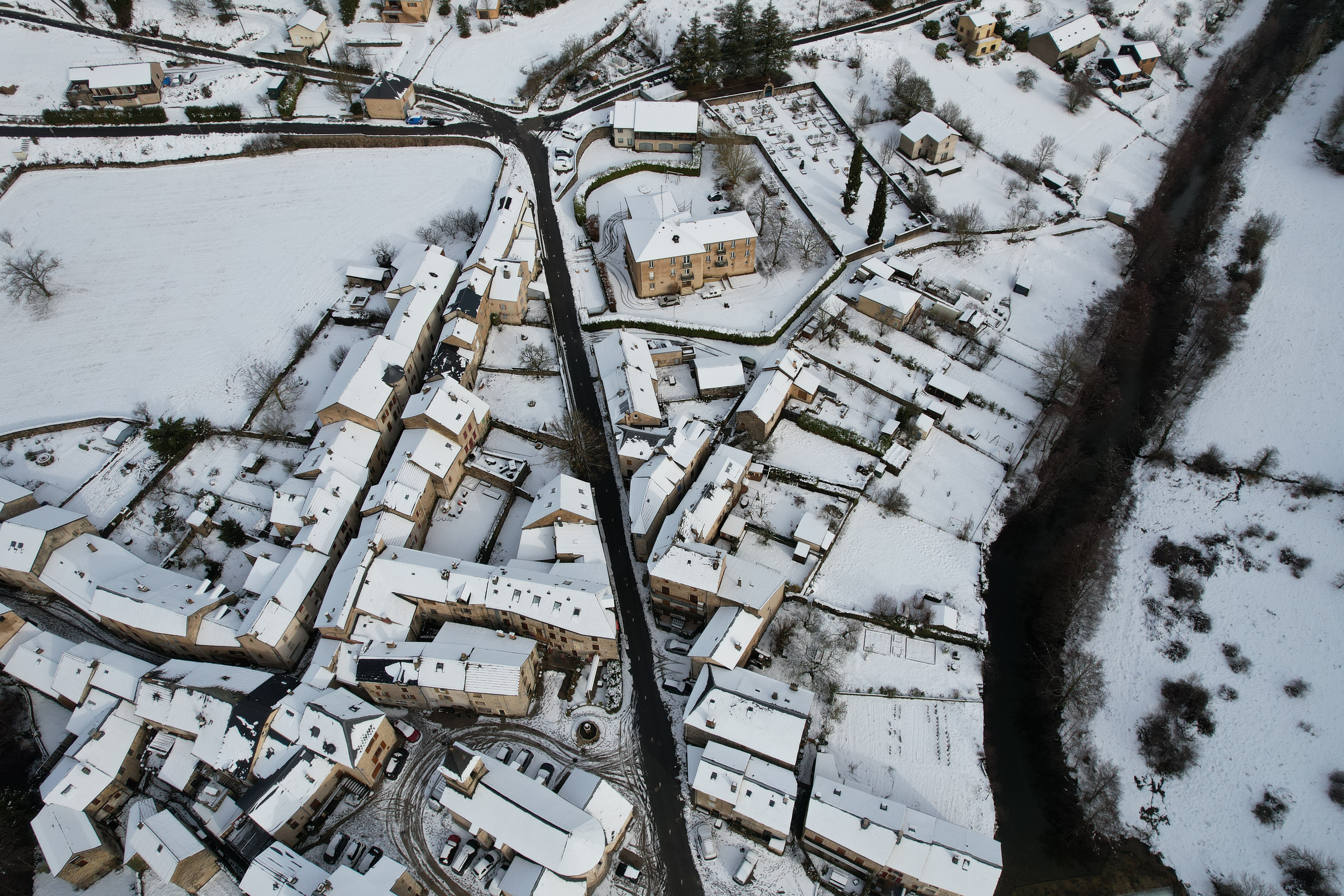
Le bourg de Trèves sous la neige.

Trèves est une commune française située dans l'ouest du département du Gard, en région Occitanie. Ses habitants sont officiellement appelés les Trévoises, Trévois. Localement il est fait usage du gentilé occitan Trévezennes, Trévezens. La rivière Trévezel traverse le territoire communal d'est en ouest. Le patrimoine architectural de la commune comprend deux  immeubles protégés au titre des monuments historiques : le Pont Vieux, inscrit en 1931, et la grotte du Pas-de-Joulié, classée en 1953.
Exposée à un climat de montagne, elle est drainée par la Dourbie, le Trèvezel, le Crouzoulous et par divers autres petits cours d'eau. Incluse dans les Cévennes, la commune possède un patrimoine naturel remarquable : trois sites Natura 2000 (Les « gorges de la Dourbie et causses avoisinants », le « massif de l'Aigoual et du Lingas » et le « causse Noir ») et quatre zones naturelles d'intérêt écologique, faunistique et floristique.
Trèves est une commune rurale qui compte 108 habitants en 2022, après avoir connu un pic de population de 545 habitants en 1866.  Ses habitants sont appelés les Trevezais ou  Trevezaises.

## Géographie

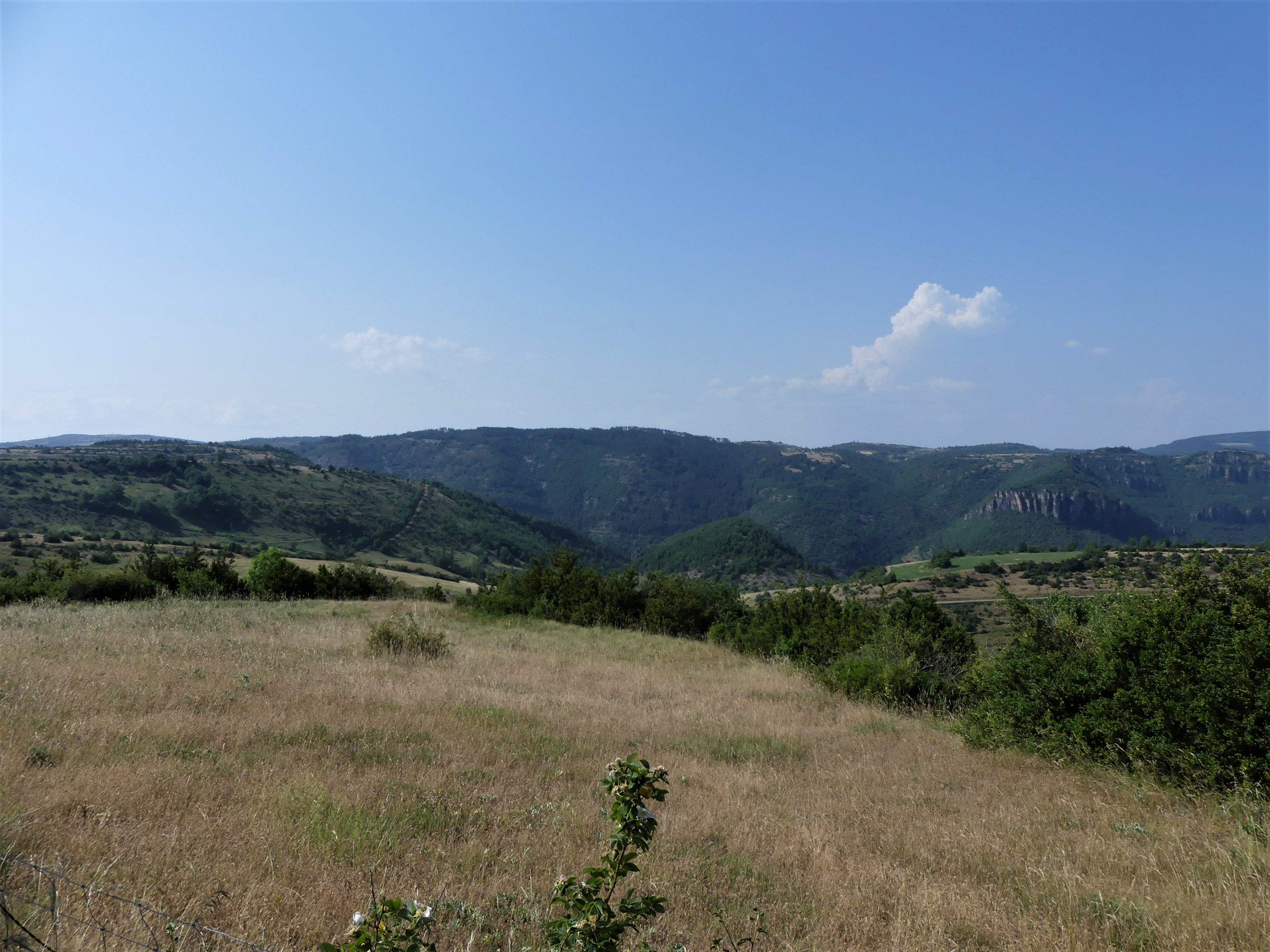
Le causse Bégon au nord-est du col de la Pierre Plantée avec au loin les gorges du Trèvezel.

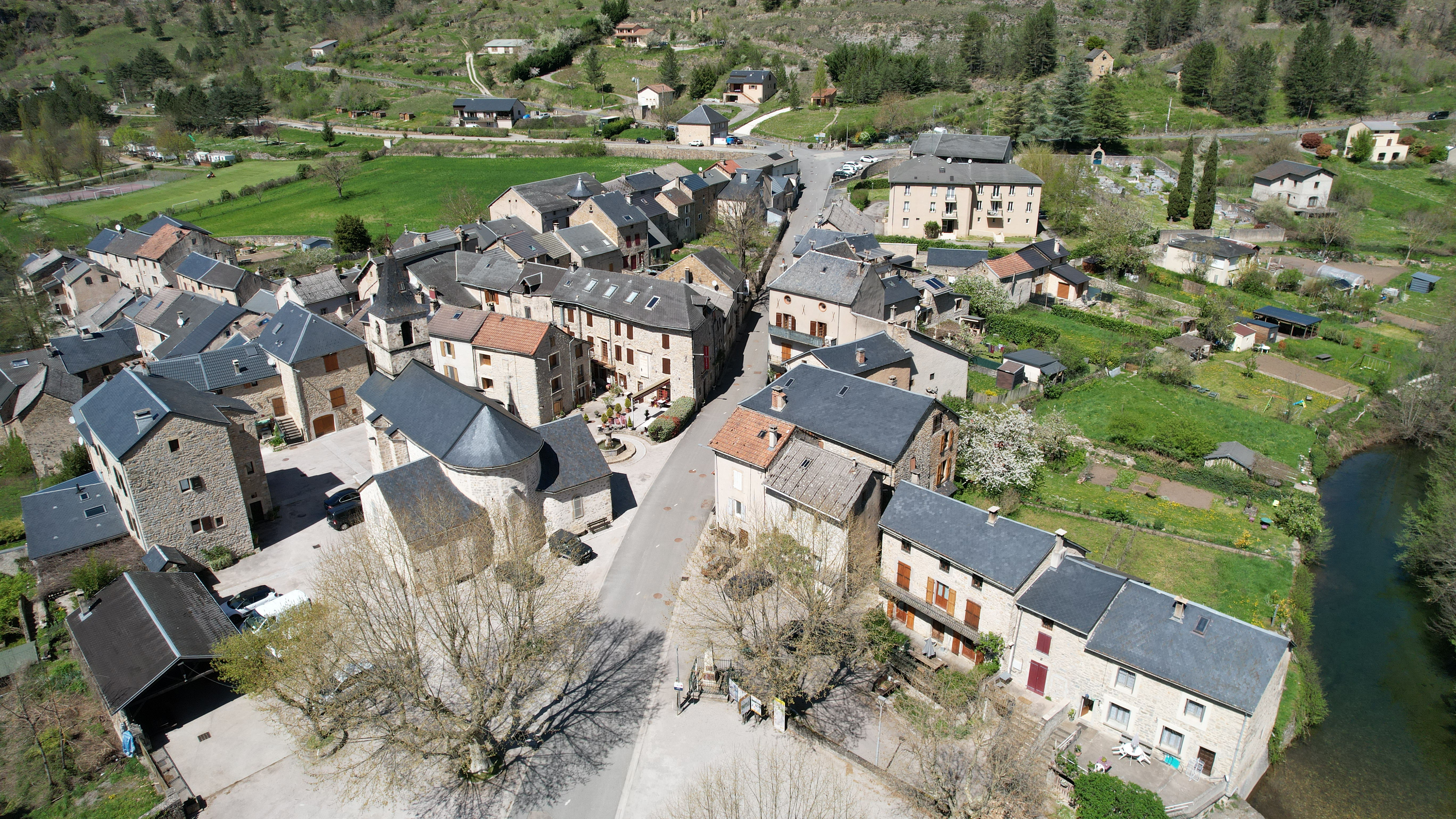
Vue aérienne du bourg de Trèves.

La commune de Trèves est située dans l'ouest du département du Gard, dans la partie supérieure du bout de la « manche » du département, d'où une frontière sud et ouest avec le département de l'Aveyron. Elle est traversée par deux rivières qui ont la particularité d'être les seules du Gard à verser dans l'Atlantique et non pas en Méditerranée : la Dourbie et son affluent le Trèvezel qui arrose le village de Trèves.
Le territoire communal est morcelé en quatre parties :
- Le Causse Noir : toute la partie de la commune située sur la rive droite du Trèvezel. Cela comprend tout le village de Trèves (Sauf les maisons installées au-delà du pont neuf), les hameaux de La Verrière dans la vallée du Trèvezel et de Layolle sur le plateau. Cette section représente environ 9,25 km2 ; elle a son point le plus élevé au Mamorel (947 m) et est traversée du nord au sud par le Valat de Mont-Fleuri qui se jette dans le Trèvezel au niveau de la Verrière ;
- Le causse Bégon : toute la partie de la commune située rive gauche du Trèvezel, rive gauche du ruisseau des Fournels jusqu'au col des Rhodes puis rive droite du ruisseau de Lancize et rive droite de la Dourbie. Cela comprend les deux maisons à l'entrée du pont neuf, les hameaux de Combe-Albert et de la Bastide sur le plateau. Cette section représente environ 7 km2 ; elle a son point le plus élevé au Montarlet (1 000 m) et comporte deux cols : celui de la Pierre Plantée (967 m) et celui des Rhodes (922 m) ;
- Le plateau de Canayère : il s'agit d'une section détachée du Causse Noir qui comprend la partie de la commune située rive gauche du Trèvezel, rive droite du ruisseau des Fournels jusqu'au col des Rhodes, puis ligne de crête du Suquet. Cela comprend la maison rive droite du Fournels, les hameaux du Villaret (Avec le moulin en bordure du Trévezel), de Canayère et le hameau abandonné d'Esprunier. Cette section représente environ 5 km2 ; elle a son point le plus élevé au Montmal (1 266 m) et est traversée par la route départementale 710 qui a la particularité d'être interdite à la circulation en hiver (Barrières) ;
- Les Cévennes : il s'agit de tout le reste de la commune situé versant Dourbie. Il comprend les hameaux de Roucabie (dont la moitié est se positionne sur la commune de Dourbies), de Valdebouze et l'ancienne ferme de Pradarel. Cette section représente environ 4,25 km2 ; c'est là qu'est le point le plus élevé de la commune à 1 298 m, au pied du Rocher de Saint-Guiral.

### Communes limitrophes

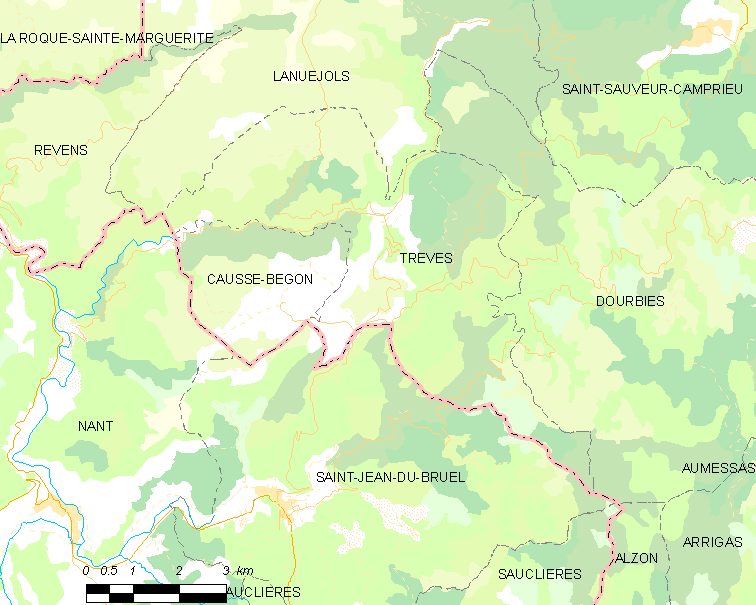
Carte de Trèves et des communes avoisinantes.

Trèves est limitrophe de cinq autres communes dont deux dans le département de l'Aveyron. À l'ouest son territoire est distant de 500 mètres de celui de Revens. Au sud-est, son territoire est proche de ceux de deux autres communes : Sauclières à 350 mètres et Alzon à un peu plus de 500 mètres.
|                | Lanuéjols                     |          |
| Nant (Aveyron) | Trèves                        | Dourbies |
| Causse-Bégon   | Saint-Jean-du-Bruel (Aveyron) |          |

### Climat
Pour des articles plus généraux, voir Climat de l'Occitanie et Climat du Gard.
En 2010, le climat de la commune est de type climat des marges montargnardes, selon une étude s'appuyant sur une série de données couvrant la période 1971-2000. En 2020, Météo-France publie une typologie des climats de la France métropolitaine dans laquelle la commune est exposée à un climat de montagne ou de marges de montagne et est dans la région climatique Sud-est du Massif Central, caractérisée par une pluviométrie annuelle de 1 000 à 1 500 mm, minimale en été, maximale en automne.
Pour la période 1971-2000, la température annuelle moyenne est de 10,8 °C, avec une amplitude thermique annuelle de 15,9 °C. Le cumul annuel moyen de précipitations est de 1 308 mm, avec 10,5 jours de précipitations en janvier et 4,7 jours en juillet. Pour la période 1991-2020, la température moyenne annuelle observée sur la station météorologique la plus proche, située sur la commune de Saint-Sauveur-Camprieu à 8 km à vol d'oiseau, est de 8,6 °C et le cumul annuel moyen de précipitations est de 1 474,9 mm,. Pour l'avenir, les paramètres climatiques de la commune estimés pour 2050 selon différents scénarios d'émission de gaz à effet de serre sont consultables sur un site dédié publié par Météo-France en novembre 2022.

### Milieux naturels et biodiversité

#### Espaces protégés
La protection réglementaire est le mode d’intervention le plus fort pour préserver des espaces naturels remarquables et leur biodiversité associée,.
Dans ce cadre, la commune fait partie de l'aire d'adhésion du Parc national des Cévennes. Ce  parc national, créé en 1967, est un territoire de moyenne montagne formé de cinq entités géographiques : le massif de l'Aigoual, le causse Méjean avec les gorges du Tarn et de la Jonte, le mont Lozère, les vallées cévenoles ainsi que le piémont cévenol.
La commune fait partie de la zone de transition des Cévennes, un territoire d'une superficie de 116 032 ha reconnu réserve de biosphère par l'UNESCO en 1985 pour la mosaïque de milieux naturels qui la composent et qui abritent une biodiversité exceptionnelle, avec 2 400 espèces animales, 2 300 espèces de plantes à fleurs et de fougères, auxquelles s’ajoutent d’innombrables mousses, lichens, champignons,.

#### Réseau Natura 2000

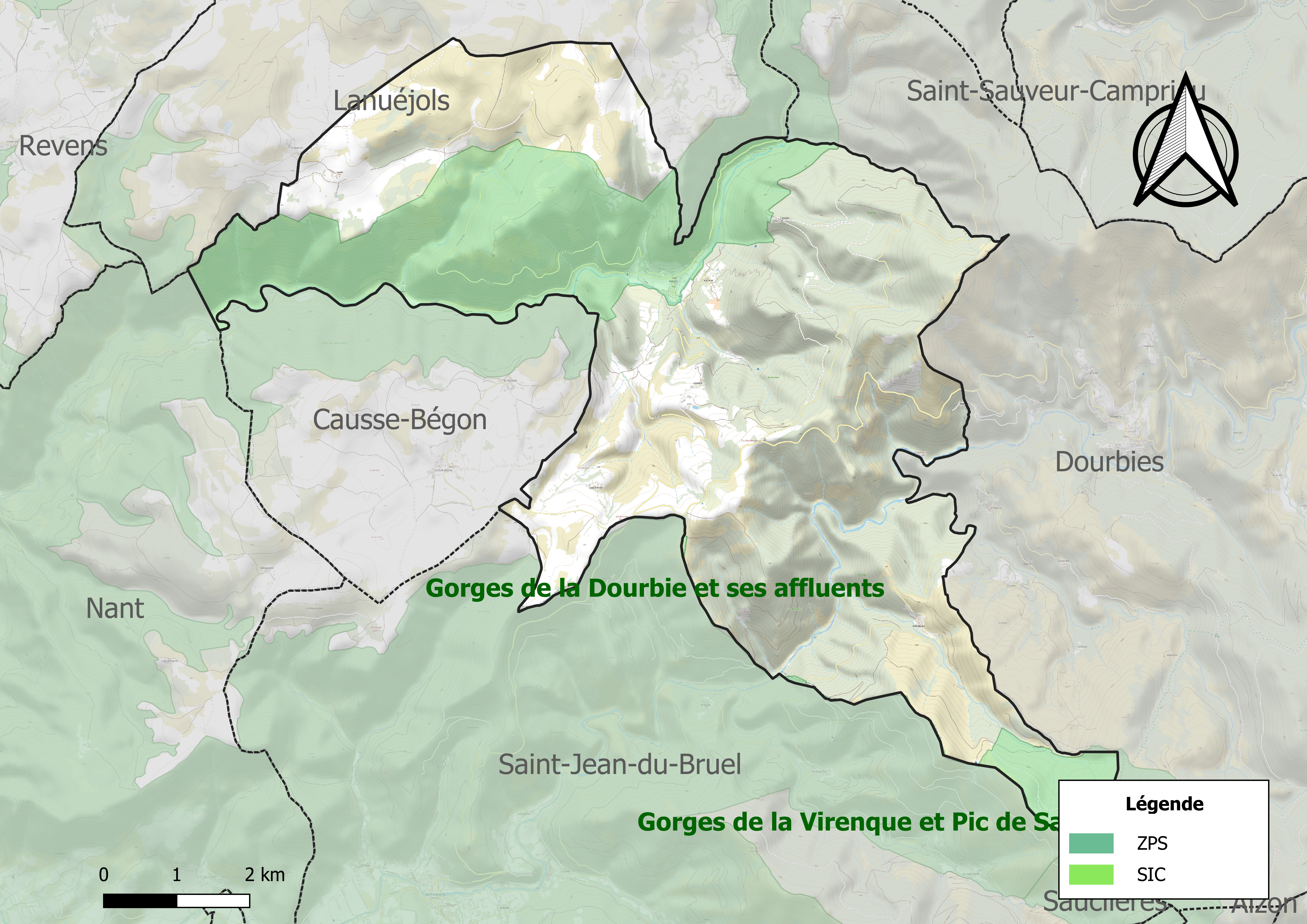
Site Natura 2000 sur le territoire communal.

Le réseau Natura 2000 est un réseau écologique européen de sites naturels d'intérêt écologique élaboré à partir des directives habitats et oiseaux, constitué de zones spéciales de conservation (ZSC) et de zones de protection spéciale (ZPS).
Un site Natura 2000 a été défini sur la commune au titre de la directive habitats :
- le « massif de l'Aigoual et du Lingas », d'une superficie de 10 546 ha, constituant la ligne de partage des eaux entre Méditerranée et Atlantique. On y trouve des pelouses et landes qu'on peut qualifier de pseudo-alpines, recélant des éléments floristiques des Alpes et des Pyrénées en disjonction d'aire. La diversité spécifique de l'ensemble du site est remarquable, avec en particulier la présence de la très rare Buxbaumia viridis[14] et trois au titre de la directive oiseaux[13] :
- le « causse Noir », d'une superficie de 6 192 ha. Il doit son originalité au maintien de pelouses et de milieux ouverts à Mésobromion et Xérobromion, et de milieux dolomitiques à Armerion junceae. De nombreuses espèces de chauves-souris, dont certaines d'intérêt communautaire, fréquentent ces lieux[15] ;
- Les « gorges de la Dourbie et causses avoisinants », d'une superficie de 28 057 ha, qui comprennent une grande partie du Causse noir, du Causse du Larzac et du Causse Bégon, ainsi que les gorges qui les séparent. Sept espèces de l'annexe 1 se reproduisent sur le site, parmi lesquelles huit espèces de rapaces[16] ;
- le « causse Noir », d'une superficie de 6 103 ha. Ce site accueille la plupart des espèces caractéristiques des pelouses sèches méditerranéennes. Il constitue également une zone d'alimentation privilégiée pour les grands rapaces rupestres qui nichent dans les canyons qui entourent le causse (gorges de la Dourbie, du Tarn, de la Jonte) : le Faucon pèlerin, le Vautour fauve, le Vautour moine, le Hibou grand-duc sont régulièrement vus en chasse sur le Causse[17].

#### Zones naturelles d'intérêt écologique, faunistique et floristique
L’inventaire des zones naturelles d'intérêt écologique, faunistique et floristique (ZNIEFF) a pour objectif de réaliser une couverture des zones les plus intéressantes sur le plan écologique, essentiellement dans la perspective d’améliorer la connaissance du patrimoine naturel national et de fournir aux différents décideurs un outil d’aide à la prise en compte de l’environnement dans l’aménagement du territoire.
Deux ZNIEFF de type 1 sont recensées sur la commune :
les « gorges de la Dourbie et ses affluents » (14 060 ha), couvrant 11 communes dont 6 dans l'Aveyron et 5 dans le Gard, et 
les « gorges de la Virenque et Pic de Saint-Guiral » (1 003 ha), couvrant 5 communes dont 2 dans l'Aveyron et 3 dans le Gard
et deux ZNIEFF de type 2, : 
- le « causse Noir et ses corniches » (20 863 ha), couvrant 14 communes dont 10 dans l'Aveyron, 3 dans le Gard et 1 dans la Lozère[21] ;
- le « causse Bégon et Pas de l'Âne Canayère » (2 277 ha), couvrant 6 communes dont 2 dans l'Aveyron et 4 dans le Gard[22].

Carte des ZNIEFF de type 1 et 2 à Trèves.
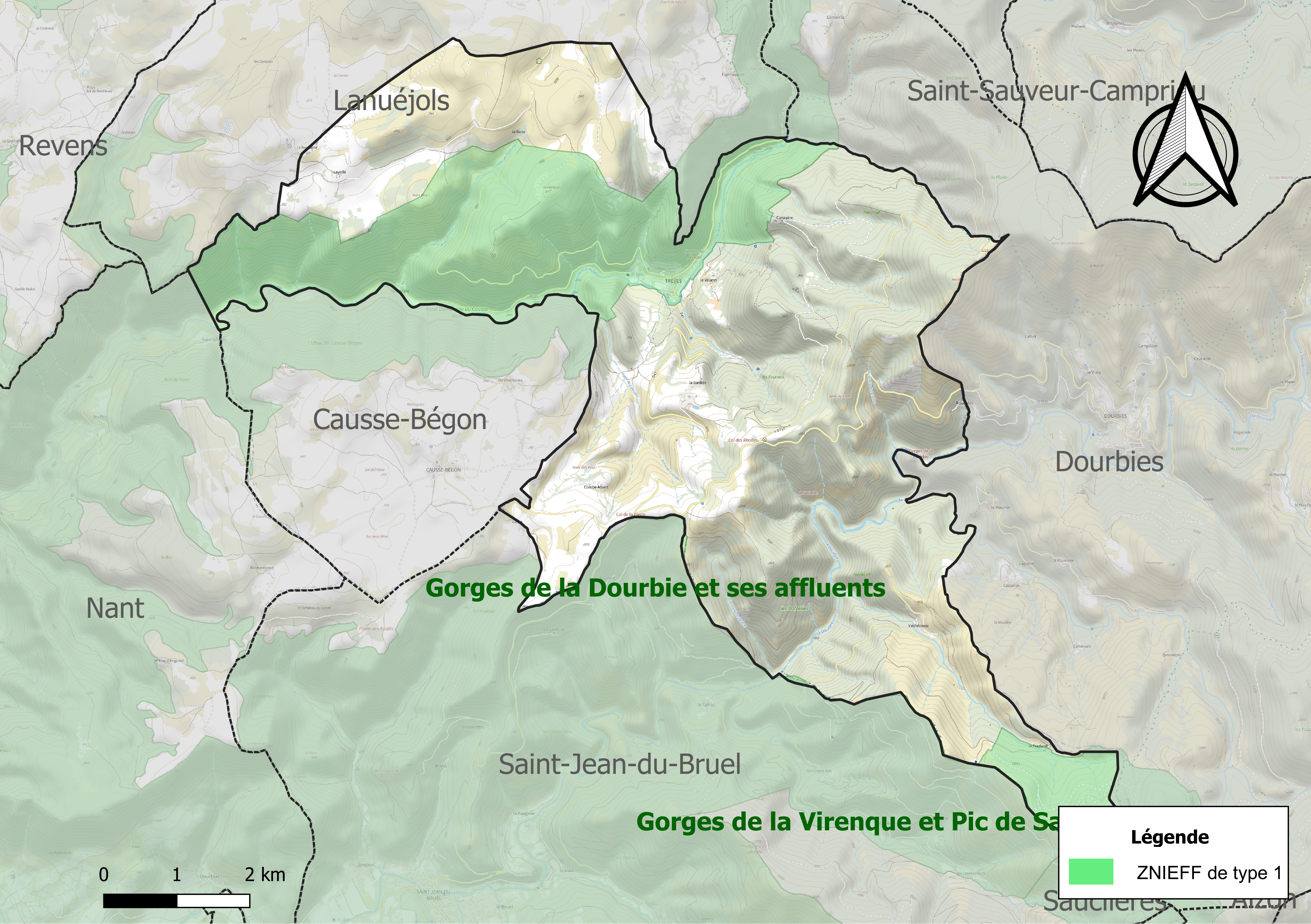
Carte des ZNIEFF de type 1 sur la commune.
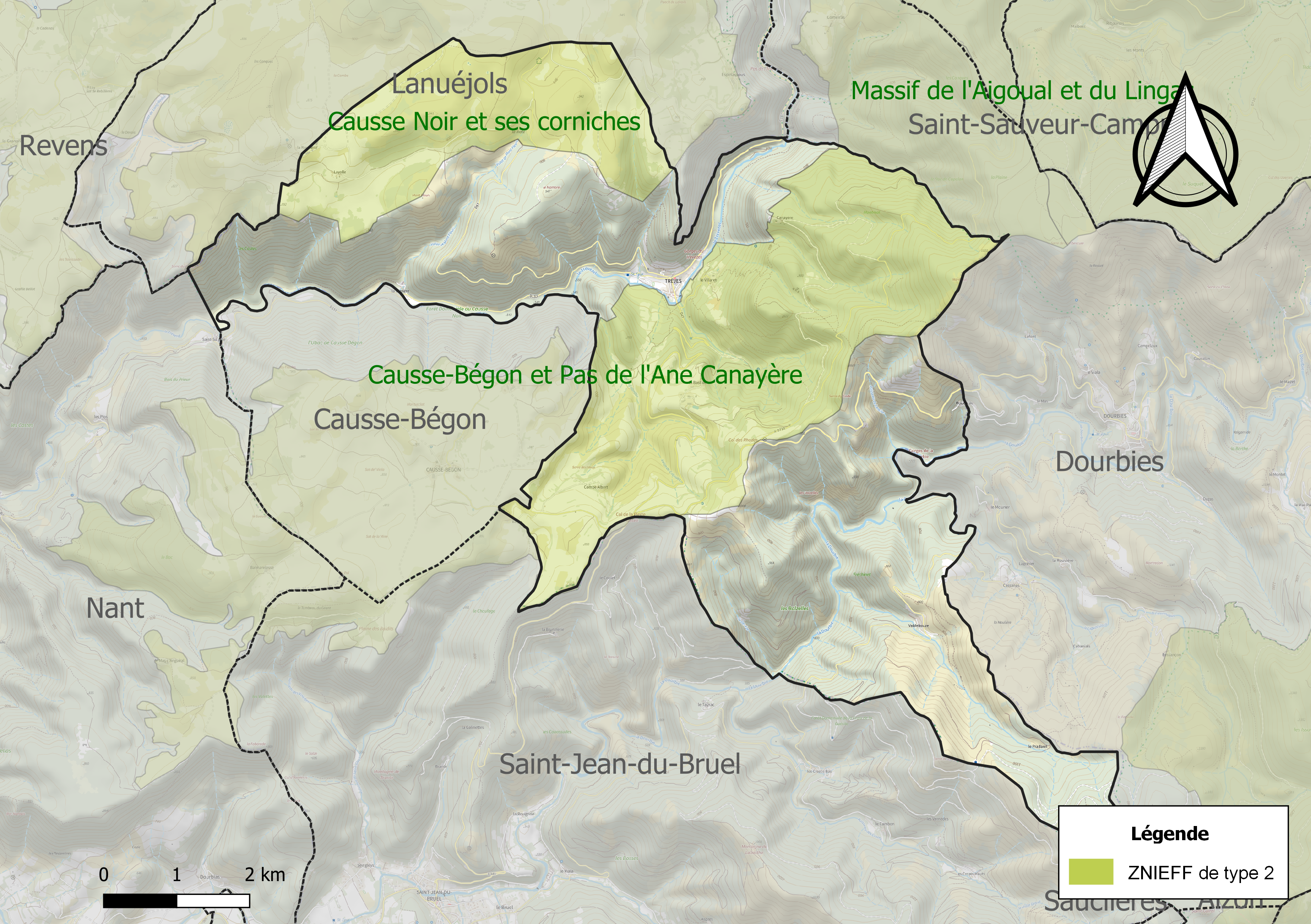
Carte des ZNIEFF de type 2 sur la commune.

## Urbanisme

### Typologie
Au 1er janvier 2024, Trèves est catégorisée commune rurale à habitat très dispersé, selon la nouvelle grille communale de densité à sept niveaux définie par l'Insee en 2022.
Elle est située hors unité urbaine et hors attraction des villes,.

### Occupation des sols
L'occupation des sols de la commune, telle qu'elle ressort de la base de données européenne d’occupation biophysique des sols Corine Land Cover (CLC), est marquée par l'importance des forêts et milieux semi-naturels (89,7 % en 2018), en augmentation par rapport à 1990 (86,9 %). La répartition détaillée en 2018 est la suivante : 
forêts (46,7 %), milieux à végétation arbustive et/ou herbacée (43 %), prairies (8,2 %), zones agricoles hétérogènes (2,1 %). L'évolution de l’occupation des sols de la commune et de ses infrastructures peut être observée sur les différentes représentations cartographiques du territoire : la carte de Cassini (XVIIIe siècle), la carte d'état-major (1820-1866) et les cartes ou photos aériennes de l'IGN pour la période actuelle (1950 à aujourd'hui).

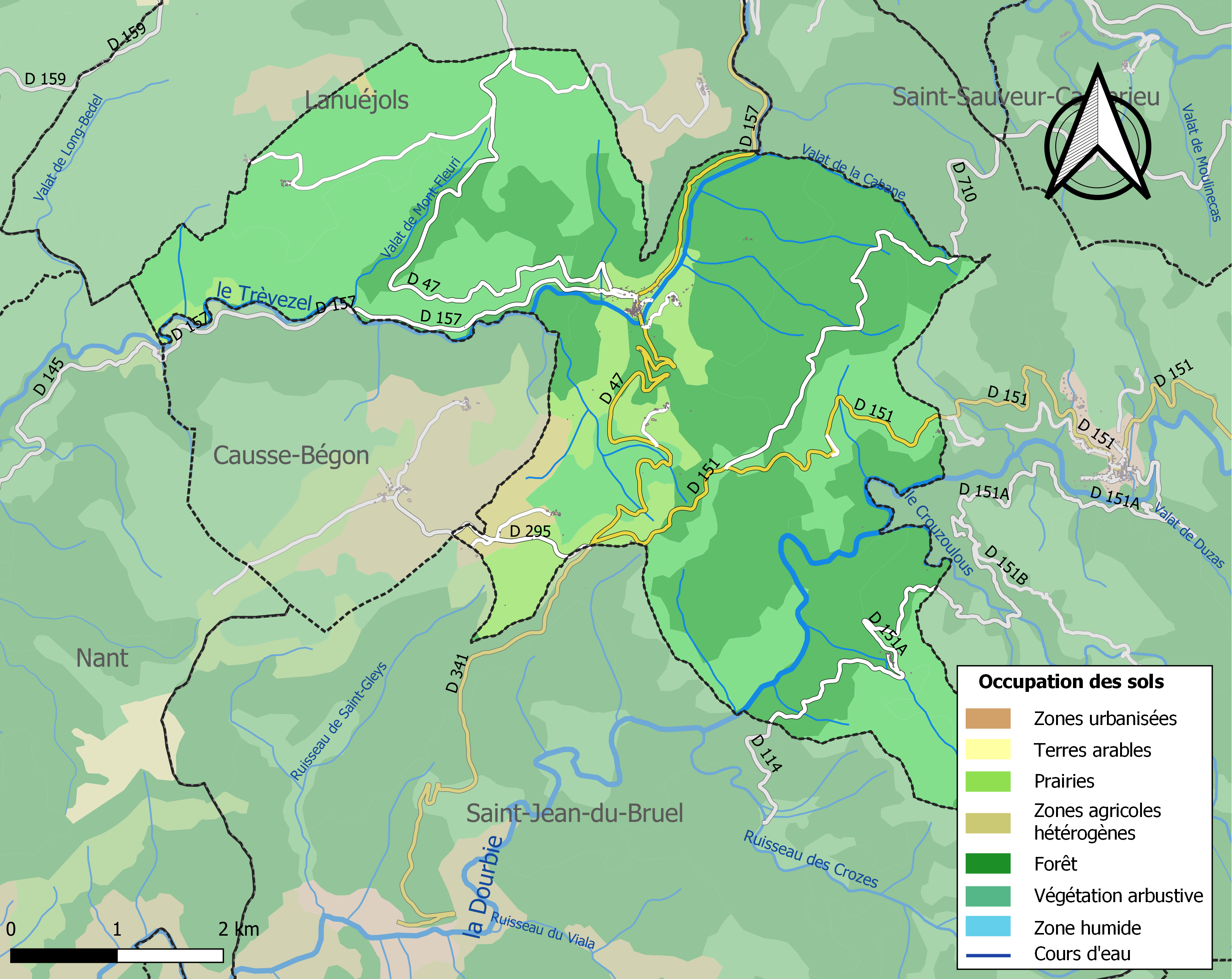
Carte des infrastructures et de l'occupation des sols de la commune en 2018 (CLC).

### Risques majeurs
Le territoire de la commune de Trèves est vulnérable à différents aléas naturels : météorologiques (tempête, orage, neige, grand froid, canicule ou sécheresse), inondations, feux de forêts, mouvements de terrains et séisme (sismicité faible). Il est également exposé à un risque particulier : le risque de radon. Un site publié par le BRGM permet d'évaluer simplement et rapidement les risques d'un bien localisé soit par son adresse soit par le numéro de sa parcelle.

#### Risques naturels
Certaines parties du territoire communal sont susceptibles d’être affectées par le risque d’inondation par débordement de cours d'eau, notamment la Dourbie et le Trèvezel. La commune a été reconnue en état de catastrophe naturelle au titre des dommages causés par les inondations et coulées de boue survenues en 1982, 1994 et 2003,.

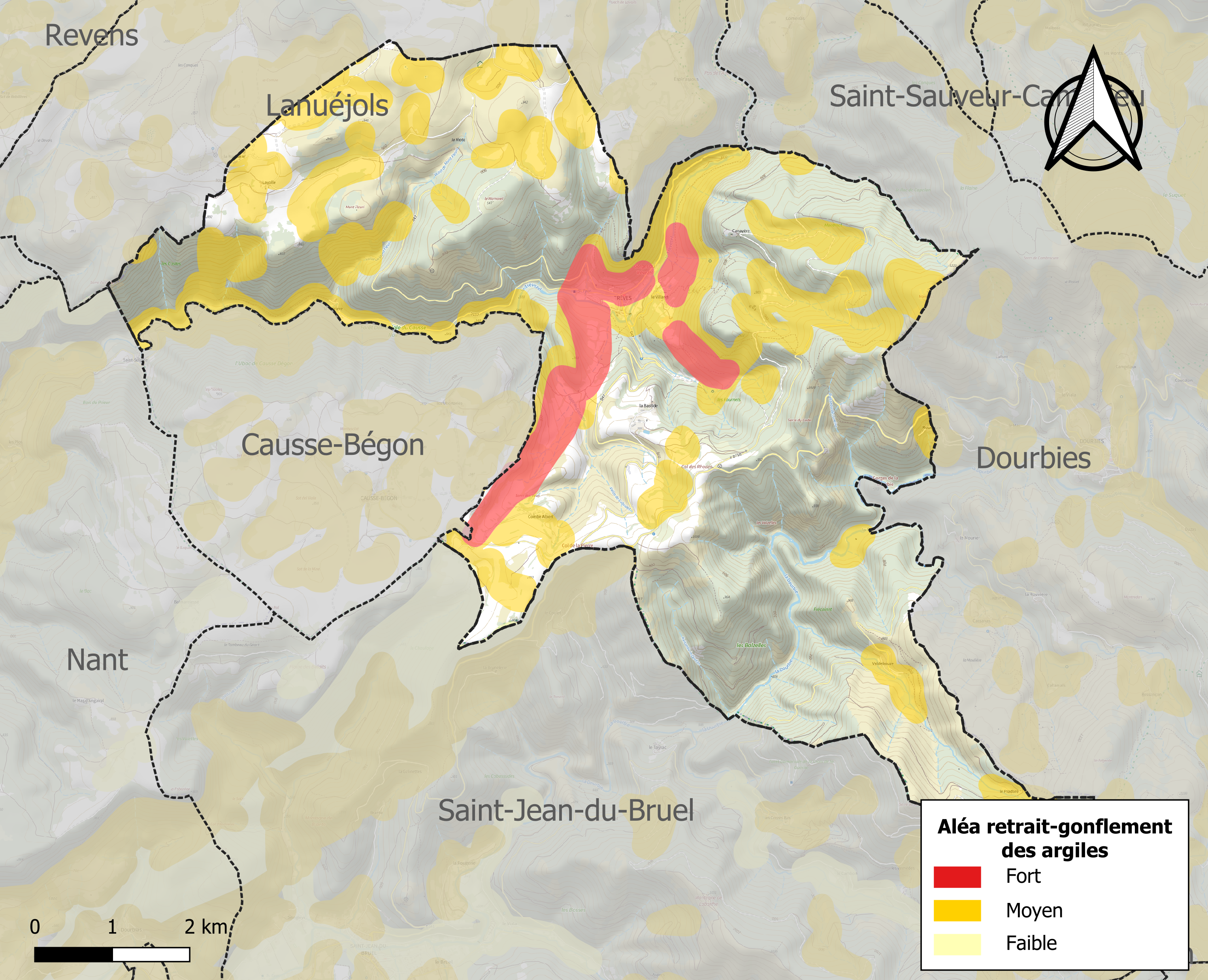
Carte des zones d'aléa retrait-gonflement des sols argileux de Trèves.

La commune est vulnérable au risque de mouvements de terrains constitué principalement du retrait-gonflement des sols argileux. Cet aléa est susceptible d'engendrer des dommages importants aux bâtiments en cas d’alternance de périodes de sécheresse et de pluie. 34,5 % de la superficie communale est en aléa moyen ou fort (67,5 % au niveau départemental et 48,5 % au niveau national). Sur les 128 bâtiments dénombrés sur la commune en 2019, 118 sont en aléa moyen ou fort, soit 92 %, à comparer aux 90 % au niveau départemental et 54 % au niveau national. Une cartographie de l'exposition du territoire national au retrait gonflement des sols argileux est disponible sur le site du BRGM,.
Par ailleurs, afin de mieux appréhender le risque d’affaissement de terrain, l'inventaire national des cavités souterraines permet de localiser celles situées sur la commune.

#### Risque particulier
Dans plusieurs parties du territoire national, le radon, accumulé dans certains logements ou autres locaux, peut constituer une source significative d’exposition de la population aux rayonnements ionisants. Certaines communes du département sont concernées par le risque radon à un niveau plus ou moins élevé. Selon la classification de 2018, la commune de Trèves est classée en zone 3, à savoir zone à potentiel radon significatif.

## Toponymie

### Attestations anciennes
- Trevidon au IVe siècle[31] ;

Cette forme Trevidon est attribuée à Trèves depuis plusieurs décennies, alors qu'elle fait référence à Saint-Laurent-de-Trèves en Lozère. Ce nom est cité par Sidoine Apollinaire dans son 24e poème connu sous le nom de Panégyrique de Narbonne, où il décrit le trajet de sa lettre vers son ami Tonnance Ferreol et sa villa de Trevidon. Dans ce texte, il indique que depuis cet endroit, on peut tout autant admirer le poissonneux Tarn et les cimes du Mont Lozère, or ces particularités géographiques sont inexistantes à Trèves (Gard), alors qu'elles correspondent parfaitement à Saint-Laurent-de-Trèves ;  
- treve en 1135 (bulle du pape Innocent II qui érige l'abbaye de Nant et lui confère un territoire à administrer dans lequel il est cité l'église Baete Mariae de Treve)[33] ;
- Parochia de Treve en 1227 (Cartulaire Notre-Dame de Bonheur chapitre 15) ;
- Ecclesia de Treve en 1247 (Idem, chapitre 21) ;
- Villa de Treve, ecclesia de Treve en 1262 (Idem, chapitre 61) ;
- Claustrum Baetae-Mariae de Trevens en 1289 (Idem, chapitre 103) ;
- Apud Trivium en 1289 (Idem, chapitre 102) ;
- Locus, parochia de Trivio en 1309 (Idem, chapitres 62 et 74) ;
- Villa et vallis de Trivio, et ejus mandamentum en 1321 (Papier famille d'Alzon) ;
- Trebe en 1432 (Ménard, III, Preuves) ;
- Treves en 1435 (Répartition du subside de Charles VII) ;
- Treves, viguerie du Vigan en 1582 (Tar. Universitaire du diocèse de Nîmes) ;
- Le prieuré de Sainte-Marie de Treves en 1612 (Insinuations Ecclésiastique du Diocèse de Nîmes)[34].

On peut ajouter les mentions suivantes :
- La communauté du lieu de Treves en août 1700 (Armorial National de France, d'Hozier, Tome II page 842 de l'édition écrite)[35] ;
- Trève en 1868 (d'après Germer-Durand)[34].

### Étymologie
Albert Dauzat rapporte une forme Trevidon mentionnée au IVe siècle qu’il n'explique pas. Il propose sans conviction le latin trivium « carrefour »  (« carrefour de trois rues → carrefour »), hypothèse reprise par la suite. Puis il suggère un *Treba (villa) « propriété de *Trebus », anthroponyme latin non attesté mais basé sur l'existence de Trebenus. Trebenus est par ailleurs considéré comme un nom de personne gallo-romain, comprendre implicitement d'origine gauloise (gaulois treb- « habitation »). Plus récemment, il est envisagé directement un recours au gaulois treb- (apparenté au vieil irlandais treb « habitation, exploitation agricole », vieux breton treb « lieu habité » > moyen breton treff « village, ville », voir trève), mais au sens de « village ». En outre, cette racine s'est perpétuée dans l'ancien occitan trevar « habiter » (cf. trèva s.f. « celui qui habite; fréquente » → « fantôme, revenant »). Dauzat rapproche aussi le nom de Trèves (Rhône) et Trèves (Maine-et-Loire, de Trevie 1036).

## Histoire
Le bourg fut pendant plusieurs siècles la possession de la puissante famille de Roquefeuil-Blanquefort, et notamment celle de Bérenger de Roquefeuil, constructeur du château de Bonaguil.
Un archéologue ayant fait des fouilles, un ancien cimetière a été découvert sous l'église.
Trèves était le plus petit chef-lieu de canton du département du Gard jusqu'au redécoupage cantonal et un des moins peuplés de France, avec seulement 112 habitants en 2010. Son existence a été longtemps liée à l'activité minière.
En effet, les mines de plomb-zinc de Villemagne, sur un filon encaissé dans les calcaires du Lias, ont été exploitées avant la Seconde Guerre mondiale par une société britannique. Dans les années 60-70, des recherches par sondages ont été menées sur le filon, et aussi sur des amas de type stratiforme. Elles n'ont pas été couronnées de succès.

## Politique et administration

### Administration municipale
Au vu du nombre d'habitants dans la commune, le conseil municipal est composé de 11 conseillers.

### Liste des maires
| Période   | Période   | Identité               | Étiquette | Qualité                        |
| --------- | --------- | ---------------------- | --------- | ------------------------------ |
| mars 2001 | 2008      | M. Henri Gerin         |           |                                |
| mars 2008 | mars 2014 | Mme Claude Casteiltort | DVG       |                                |
| mars 2014 | en cours  | M. Régis Valgalier     | SE        | Retraité fonction territoriale |

## Population et société

### Démographie
L'évolution du nombre d'habitants est connue à travers les recensements de la population effectués dans la commune depuis 1793. Pour les communes de moins de 10 000 habitants, une enquête de recensement portant sur toute la population est réalisée tous les cinq ans, les populations de référence des années intermédiaires étant quant à elles estimées par interpolation ou extrapolation. Pour la commune, le premier recensement exhaustif entrant dans le cadre du nouveau dispositif a été réalisé en 2004.

En 2022, la commune comptait 108 habitants, en évolution de −20,59 % par rapport à 2016 (Gard : +2,97 %, France hors Mayotte : +2,11 %).
| 1793 | 1800 | 1806 | 1821 | 1831 | 1836 | 1841 | 1846 | 1851 |
| ---- | ---- | ---- | ---- | ---- | ---- | ---- | ---- | ---- |
| 400  | 472  | 480  | 514  | 477  | 524  | 499  | 535  | 534  |

| 1856 | 1861 | 1866 | 1872 | 1876 | 1881 | 1886 | 1891 | 1896 |
| ---- | ---- | ---- | ---- | ---- | ---- | ---- | ---- | ---- |
| 519  | 519  | 545  | 485  | 500  | 533  | 513  | 512  | 457  |

| 1901 | 1906 | 1911 | 1921 | 1926 | 1931 | 1936 | 1946 | 1954 |
| ---- | ---- | ---- | ---- | ---- | ---- | ---- | ---- | ---- |
| 433  | 457  | 404  | 395  | 317  | 322  | 287  | 241  | 184  |

| 1962 | 1968 | 1975 | 1982 | 1990 | 1999 | 2004 | 2006 | 2009 |
| ---- | ---- | ---- | ---- | ---- | ---- | ---- | ---- | ---- |
| 169  | 151  | 139  | 129  | 120  | 119  | 103  | 97   | 110  |

| 2014 | 2019 | 2022 | - | - | - | - | - | - |
| ---- | ---- | ---- | - | - | - | - | - | - |
| 131  | 113  | 108  | - | - | - | - | - | - |

### Enseignement
La commune dépend de l'académie de Montpellier. Une crèche collective est à disposition des jeunes enfants, dans la commune voisine de Lanuejols. Une école maternelle est implantée dans la commune. L'école primaire est partagée avec celle de la commune de Lanuéjols : les classes de CP et CE1 des deux communes sont regroupées à Trèves, les classes du CE2 au CM2 sont regroupées à Lanuéjols.

### Sports
De 1997 à 2009, Trèves constituait l'avant-dernier ravitaillement sur la grande course des Templiers au mois d'octobre. Depuis, il en est de même mais sur le trail des Hospitaliers le même mois.

## Économie

### Emploi
|                | 2008   | 2013   | 2018 |
| -------------- | ------ | ------ | ---- |
| Commune        | 6,8 %  | 11,8 % | 3 %  |
| Département    | 10,6 % | 12 %   | 12 % |
| France entière | 8,3 %  | 10 %   | 10 % |

En 2018, la population âgée de 15 à 64 ans s'élève à 72 personnes, parmi lesquelles on compte 77,6 % d'actifs (74,6 % ayant un emploi et 3 % de chômeurs) et 22,4 % d'inactifs,. Depuis 2008, le taux de chômage communal (au sens du recensement) des 15-64 ans est inférieur à celui de la France et du département.
La commune est hors attraction des villes,. Elle compte 29 emplois en 2018, contre 28 en 2013 et 29 en 2008. Le nombre d'actifs ayant un emploi résidant dans la commune est de 54, soit un indicateur de concentration d'emploi de 54,7 % et un taux d'activité parmi les 15 ans ou plus de 52,5 %.
Sur ces 54 actifs de 15 ans ou plus ayant un emploi, 20 travaillent dans la commune, soit 38 % des habitants. Pour se rendre au travail, 70 % des habitants utilisent un véhicule personnel ou de fonction à quatre roues, 2 % les transports en commun, 10 % s'y rendent en deux-roues, à vélo ou à pied et 18 % n'ont pas besoin de transport (travail au domicile).

### Activités hors agriculture

#### Secteurs d'activités
15 établissements sont implantés  à Trèves au 31 décembre 2019.
Le secteur de la construction est prépondérant sur la commune puisqu'il représente 26,7 % du nombre total d'établissements de la commune (4 sur les 15 entreprises implantées  à Trèves), contre 15,5 % au niveau départemental.

### Agriculture
|               | 1988 | 2000 | 2010 | 2020 |
| ------------- | ---- | ---- | ---- | ---- |
| Exploitations | 3    | 2    | 2    | 2    |
| SAU (ha)      | 645  | 309  | 274  | 238  |

La commune est dans le Causse Noir, une petite région agricole concernant six communes à l'extrême-ouest du département du Gard. En 2020, l'orientation technico-économique de l'agriculture  sur la commune est l'élevage d'ovins ou de caprins. Deux exploitations agricoles ayant leur siège dans la commune sont dénombrées lors du recensement agricole de 2020 (trois en 1988). La superficie agricole utilisée est de 238 ha,,.

### Entreprises et commerces
Commerces et artisans sont implantés dans la commune, ainsi que des hébergements touristiques, tant en gîtes ruraux, qu'en camping.
Sur le plan agricole, la commune de Trèves fait partie des zones de production des appellations : vins Cévennes (IGP), Miel des Cévennes, vins du Pays d'Oc, Roquefort, Poulet des Cévennes, et Volailles du Languedoc.

## Culture locale et patrimoine

### Lieux et monuments
- Grottes jumelles de Baume Lairoux, occupées à partir du Chasséen (-3500) ;
- Grotte de la Verrière, occupée à partir du Chasséen (-3500) ;
- Grotte ossuaire du Pas de Joulié, jamais occupée mais transformée en nécropole aux côtés d'un ossuaire d'ours des cavernes (-3500) ;
- Portion de la Via Strata, voie romaine arrivant au pont roman ;
- Croix discoïdale du VIe siècle ;
- Église Notre-Dame-de-la-Purification de Trèves, de style roman, datant du XIIIe siècle ;
- Pont roman (les assises des piliers sont romaines, indiquant la présence d'un ouvrage beaucoup plus ancien emporté par une crue du Trévezel au XIIIe siècle, d'où sa reconstruction romane) ;
- Fontaine ;
- Fort de la Baume de Saint Firmin, aménagé au XIIIe siècle pour se protéger des invasions puis des incursions anglaises (la grotte n'a jamais été occupée au Chasséen à cause de la rivière intérieure) ;
- Statue de la Vierge ;
- Table d'orientation de Caïla ;
- Site naturel des Gorges du Trévezel ;
- Site naturel de la Perte du Trévezel ;
- Site naturel du Rocher du regard surplombant le village ;
- Site naturel des Gorges de la Dourbie ;
- Site naturel du Col des Rhodes ;
- Site naturel du Col de la Pierre Plantée.

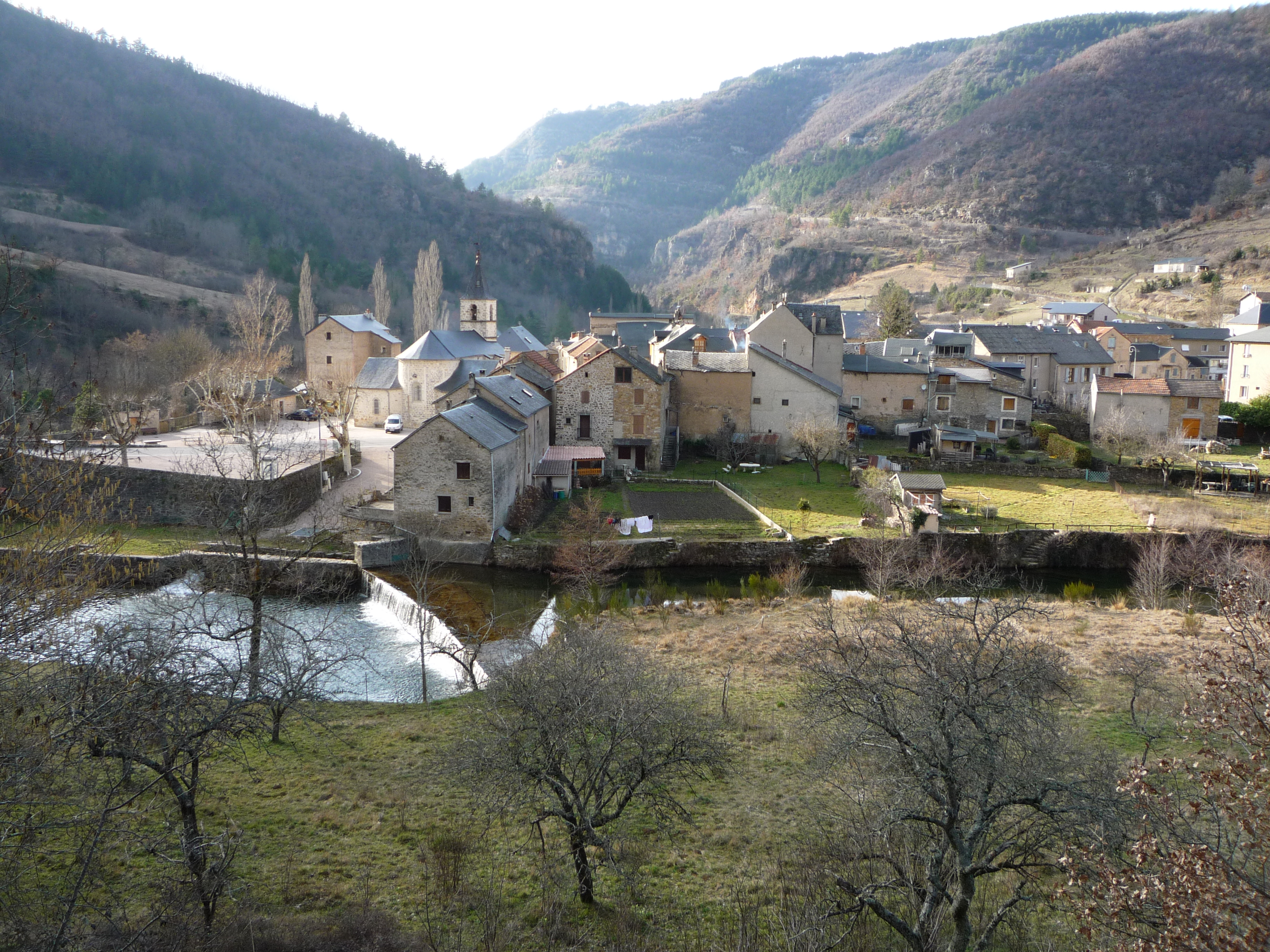
Le village traversé par le Trévezel.
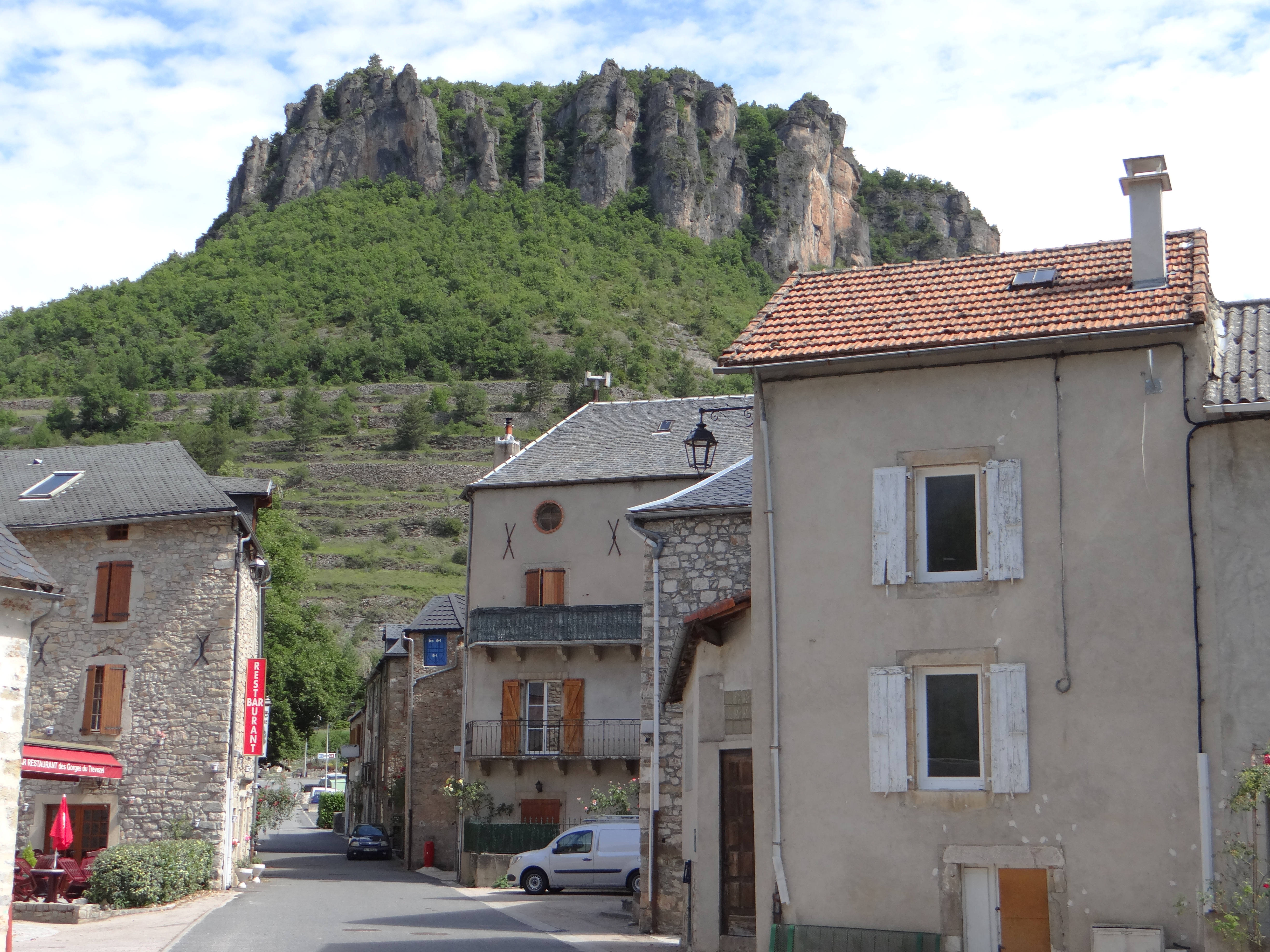
Le rocher du Regard qui domine Trèves.
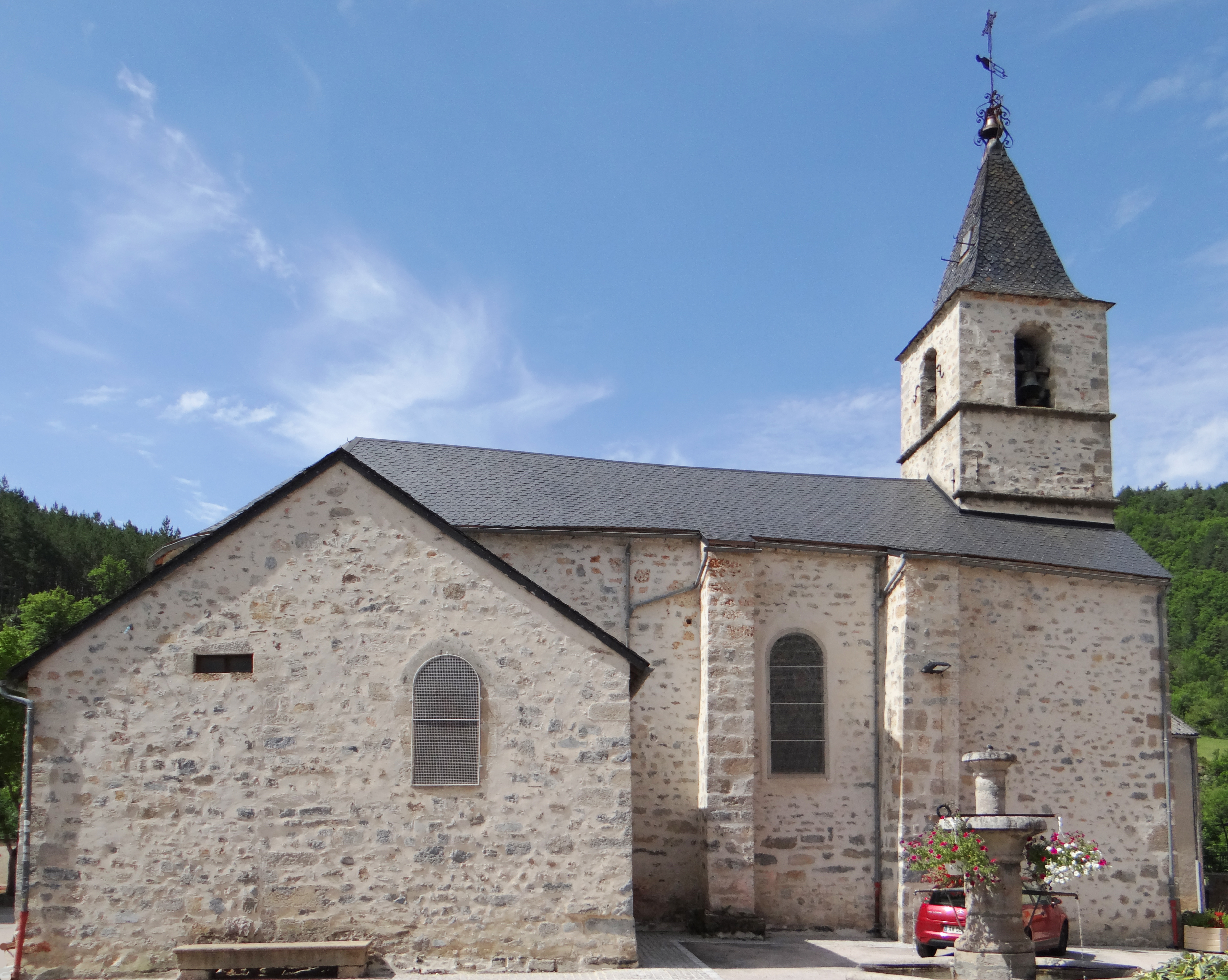
Église Notre-Dame-de-la-Purification.

### Héraldique
| Blason de Trèves | Blason  | D'azur, à la fasce d'or, accompagnée de trois haches d'armes d'argent, posées en pal, deux en chef et une en pointe. |
| Blason de Trèves | Détails | - Créé par Charles d'HOZIER, héraldiste généalogiste du roi lors de l'élaboration de l'Armorial Général de France entre 1697 et 1710. - Colorié dans le TOME 14 LANGUEDOC P695 et blasonné dans le tome 1 Languedoc conservé au cabinet des titres, Pages 842, bureau d’Alès, N°219, Août 1700. - D’Hozier a amplifié le code régional des blasons de communauté selon le diocèse considéré. Celui d’Alès, dont dépendait le village, était très largement protestant. Aussi pour ne froisser aucune susceptibilité dans ce secteur (À quelques exceptions près), les dessins sont imagés rappelant des blasons seigneuriaux ou bien des jeux de mots par rapport au nom du village ou encore le rappel de faits plus ou moins légendaires. Pour Trèves il est choisi un mélange entre seigneur et la religion. L’or, couleur du soleil, représente la foi sous toutes ses formes. L’azur et les trois haches d’arme proviennent du blason de la famille de Mailhac, co-seigneur de Trèves. La fasce est une pièce honorable imageant la ceinture des religieux, souvenir du scapulaire des moines, lui-même issu de celui confié au mont Carmel par la sainte Vierge. Trèves est effectivement sous le vocable de la sainte avec Blaise en saint secondaire parce que la paroisse de Dourbies est aussi dédiée à la Vierge. En résumé on obtient les explications suivantes : Trèves est une possession des Mailhac (Azur et Haches d’arme) qui a foi (Or) en la sainte Vierge (Fasce). Le statut officiel du blason reste à déterminer. |